# Yahya al-Gahes
Yahya al-Gahes (né le 19 février 1986) est un athlète saoudien spécialiste du sprint.

## Palmarès
| Date | Compétition                   | Lieu       | Résultat | Épreuve   | Temps   |
| ---- | ----------------------------- | ---------- | -------- | --------- | ------- |
| 2003 | Championnats du monde cadets  | Sherbrooke | 1er      | 100 m     | 10 s 69 |
| 2004 | Championnats du monde juniors | Grosseto   | 5e       | 100 m     | 10 s 40 |
| 2004 | Jeux panarabes                | Alger      | 1er      | 100 m     | 10 s 31 |
| 2004 | Jeux panarabes                | Alger      | 1er      | 4 x 100 m | 39 s 40 |
| 2005 | Championnats d’Asie           | Incheon    | 1er      | 100 m     | 10 s 39 |
| 2007 | Jeux asiatiques en salle      | Macao      | 2e       | 60 m      | 6 s 56  |
| 2007 | Jeux panarabes                | Le Caire   | 2e       | 100 m     | 10 s 40 |
| 2007 | Jeux panarabes                | Le Caire   | 1er      | 4 x 100 m | 39 s 99 |

### Records
| Épreuve    | Performance | Lieu  | Date              |
| ---------- | ----------- | ----- | ----------------- |
| 100 mètres | 10 s 28     | Radès | 16 septembre 2005 |
| 200 mètres | 21 s 51     | Qatif | 27 février 2003   |

| Épreuve   | Performance | Lieu  | Date            |
| --------- | ----------- | ----- | --------------- |
| 60 mètres | 6 s 56      | Macao | 30 janvier 2007 |